# Rhinotorus longicornis
Rhinotorus longicornis là một loài tò vò trong họ Ichneumonidae.